# Clark Range
Clark Range är en bergskedja i Kanada. Den ligger på gränsen mellan provinserna Alberta och British Columbia, i den västra delen av landet, 2 900 km väster om huvudstaden Ottawa. Den går även in i delstaten Montana, USA, där den högsta toppen, Long Knife Peak, ligger.
De tre högsta topparna är:
| Berg            | M ö.h. |
| --------------- | ------ |
| Long Knife Peak | 2 982  |
| Mount Blakiston | 2 932  |
| Anderson Peak   | 2 698  |